# الفتيان الأبديون
الفتيان الأبديون هي سلسلة أنمي يابانية أصلية من إنتاج شركة ليدن فيلمز، من إخراج ميجيمي وكتابة كيميكو أوينو، مع نسب الفكرة الأصلية إلى شركة مانبوكوا جينو برودكشن الواقعية. عُرضت السلسلة من أكتوبر 2022 حتى مارس 2023 على قناة فوجي تي في. كما تم نشر مانغا مقتبسة من العمل من تأليف تشانسانا بشكل متسلسل في مجلة المانغا الشوجو مونثلي كوميك جين التابعة لمديا فاكتوري من أبريل 2022 حتى يوليو 2023.

## الشخصيات
- كينتارو سانادا — الأداء الصوتي: دايسكي هيراكاوا[1]
- ناوكي إيشيدا — الأداء الصوتي: كاتسويكي كونيشي[1]
- هارو أساي — الأداء الصوتي: جون فوكوياما[1]
- تسويشي إماجاوا — الأداء الصوتي: دايسوكي ناميكاوا[1]
- دايسوكي ياماناكا — الأداء الصوتي: توشيوكي موريكاوا[1]
- ماكوتو كاكيزاكي — الأداء الصوتي: نوزومو ساساكي[1]
- فوكوكو ماندا — الأداء الصوتي: يووكو نويتشي[2]
- بيبي تشان — الأداء الصوتي: هاروكا تشيسوغا[2]
- رين أوكيتا — الأداء الصوتي: يوميري هاناموري[2]
- نيكولاي أساكورا — الأداء الصوتي: هيروكی توتشي[2]

الشخصيات الإضافية:
- ساواو سودا — الأداء الصوتي: شوتارو موركوبو[3]
- إتسورو أيزومي — الأداء الصوتي: تاكوما تيراشيما[3]
- أوي هاكوساكا — الأداء الصوتي: كين[3]
- رينجي إي — الأداء الصوتي: جون كاساما[3]

قصة الحب:
- سوكي أزوما — الأداء الصوتي: تشياكي كوبايشي[3]
- كينتو تاكاناشي — الأداء الصوتي: شوجو ناكامورا[3]
- نوبوناغا أوداجيري — الأداء الصوتي: كيسوكي كوموتو[3]
- جونيه لين — الأداء الصوتي: آرثر لونسبيري[3]
- تشيكا هيغاشيجوجو — الأداء الصوتي: هاروكي إيشيا[3]
- ساكورا كاجورازاكا — الأداء الصوتي: شون هوري[3]

## الوسائط
المانغا
تم نشر نسخة المانغا برسم تشانسانا بشكل متسلسل في مجلة المانغا الشوجو مونثلي كوميك جين التابعة لشركة ميديا فاكتوري من 15 أبريل 2022 حتى 14 يوليو 2023تم إصدار مجلد واحد حتى نوفمبر 2022 أما المجلد الثاني والأخير فصدر في 27 يوليو 2023.
الأنمي
تم الإعلان عن سلسلة الأنمي الأصلية في 16 مارس 2022 تم إنتاج الأنمي بواسطة شركة لايدن فيلمز وأخرجه ميجيمي وكتب نصوصه كيميكو أوينو مع نسبة الفكرة الأصلية إلى شركة مانبوكوا جينو برودكشن الواقعية صمم الشخصيات الأصليين ما 2 بينما قام سيكو أساي بتكييف التصميمات للرسوم المتحركة الموسيقى من تلحين يوكاري هاشيموتو والتوجيه الصوتي من روي تانكا، عُرض الأنمي من 11 أكتوبر 2022 حتى 28 مارس 2023 على قناة فوجي تي في، أغنية البداية كانت دريمي لايف من أداء جنتلمان وأغنية النهاية كانت فريندز من أداء قصة الحب، حصلت شركة سنتاي فيلموركس على حقوق العرض وبدأت بث السلسلة على منصة هايدايف في 19 مارس 2023.
فيلم الاستمرار
تم الإعلان عن حلقة جديدة بعنوان إيتيرنال بويز نيكست ستيج في 22 مارس 2023 عُرض الفيلم في دور السينما اليابانية في 9 يونيو 2023 ومدة الفيلم 69 دقيقة، أغنية البداية هي ريد لاين من أداء إيتيرنال بويز وأغنية النهاية كانت بيرفكت وورلد من أداء قصة الحب
اللعبة
تم إصدار لعبة أوتوميه طورتها شركة كولي بعنوان إيكي شو نين سايد بروجكت تويلايت نا سبيكا في أبريل 2023.